# جيمس إف. إيبز
جيمس إف. إيبز هو محامي وسياسي أمريكي، ولد في 23 مايو 1842 في بلاكستون في الولايات المتحدة، وتوفي في 24 أغسطس 1910. نشط حزبياً في الحزب الديمقراطي. وقد انتخب عضو مجلس نواب الولايات المتحدة عن ولاية فرجينيا ‏ وانتخب عضو مجلس النواب الأمريكي ‏.